# Ыйджу

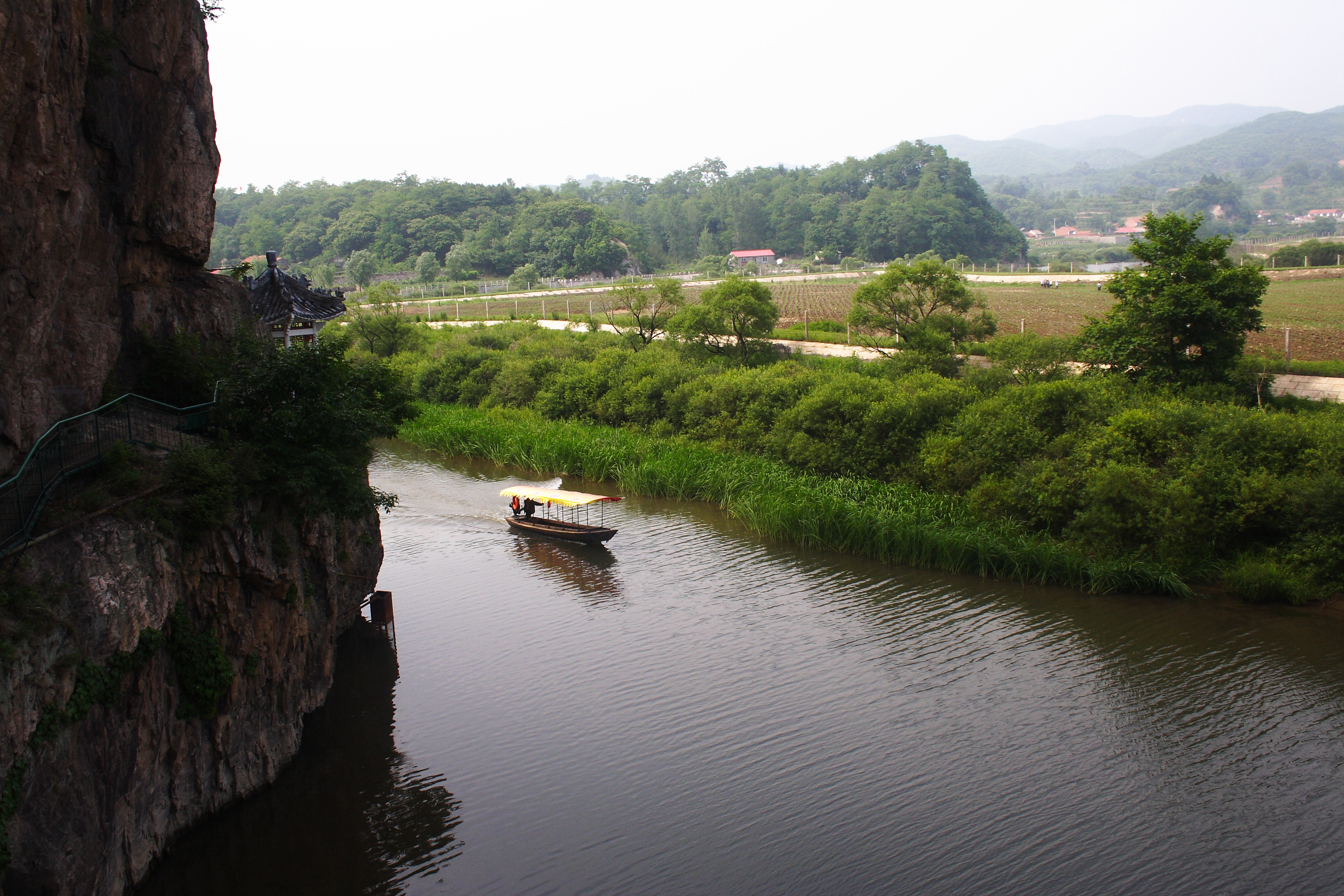
Вид на уезд Ыйджу со стороны реки Ялуцзян.

Ыйджу (кор. 의주군?, 義州郡?) — уезд в КНДР, входящий в состав северо-западной провинции Пхёнан-Пукто.

## География
На севере уезд граничит с Китаем. Граница проходит по реке Ялуцзян. На западе от него находится уезды Сакчу и город Кусон провинции Пхёнан-Пукто. Площадь уезда составляет 420 тыс. км².

## История и достопримечательности
Как пограничная территория, Ыйджу неоднократно в прошлом становился ареной сражений как с китайскими, так и с монгольскими завоевателями. В первой половине XX столетия уезд стал одним из мест зарождения национально-освободительного движения в Корее против японской оккупации.
На территории Ыйджу находится построенный в 991 году павильон Тонджун, входящий в число памятников культуры, составляющих Национальное достояние КНДР.